# Староалександровка (Тамбовская область)
Староалександровка — село в Староюрьевском районе Тамбовской области России. Входит в состав Новиковского сельсовета.

## География
Село находится в северо-западной части Тамбовской области, в лесостепной зоне, в пределах Окско-Донской низменной равнины, на берегах реки Вишнёвки, на расстоянии примерно 5 километров (по прямой) к юго-западу от Староюрьева, административного центра района. Абсолютная высота — 140 метров над уровнем моря.

### Климат
Климат умеренно континентальный, с холодной продолжительной зимой и тёплым летом. Среднегодовая температура воздуха — 4 — 6 °С. Средняя температура воздуха самого холодного месяца (января) — от −11,5 до −10,5 °C (абсолютный минимум — −39 °C); самого тёплого месяца (июля) — от 19,5 до 20,5 °C (абсолютный максимум — 40 °С). Средняя продолжительность периода с температурой выше 10 °C колеблется от 141 до 154 дней. Среднегодовое количество атмосферных осадков варьирует в пределах от 400 до 650 мм. Продолжительность залегания снежного покрова составляет в среднем 135 дней.

### Часовой пояс
Село Староалександровка, как и вся Тамбовская область, находится в часовой зоне МСК (московское время). Смещение применяемого времени относительно UTC составляет +3:00.

## История
Первое упоминание о селе Александровка имеется в материалах III ревизии (1762 г.): новопоселенное сельцо Александровское на р. Вишневке состояло из 2-х частей, одна из которых принадлежала отставному лейб-гвардии подпоручику Борису Ивановичу Новикову (25 душ мужского пола, 27 душ женского пола; другая — поручику Андрею Ивановичу Новикову (40 душ м.п., 39 ж.п.). Село находилось в составе Козловского уезда Боголюбской волости. В 1928 году вошло в состав Староюрьевского района.
Владельцы сельца Александровка Николай Петрович Новиков и Пётр Александрович Новиков в 1838 году договорились о разделе и о переселении части «деревни одного из нас на другое место на что именно и согласился из нас я Пётр с тем чтобы перенести как господские так и крестьянские строения все без остатка на те земли, которые по сему акту остаются мне Петру на часть, и кончить оное переселение со дня утверждения Правительством межи в течение двух и не далее трёх лет». Так появилась Новая Александровка. Александровка постепенно начала называться Старая Александровка.
В мае 1897 года в селе случился пожар в результате которого сгорело 60 дворов и один ребёнок.

### Церковь Введения во храм Пресвятой Богородицы
В 1843 году на средства помещика Николая Петровича Новикова выстроена каменная Церковь Введения во храм Пресвятой Богородицы. В 1933 использовалась как зернохранилище, а в 1952 году была разрушена.

## Население
| 2010 |
| ---- |
| 299  |

### Половой состав
По данным Всероссийской переписи населения 2010 года в гендерной структуре населения мужчины составляли 44,1 %, женщины — соответственно 55,9 %.

### Национальный состав
Согласно результатам переписи 2002 года, в национальной структуре населения русские составляли 98 % из 357 чел.